# Nemoricantor
Nemoricantor is een geslacht van rechtvleugeligen uit de familie krekels (Gryllidae). De wetenschappelijke naam van dit geslacht is voor het eerst geldig gepubliceerd in 1993 door Desutter-Grandcolas & Hubbell.

## Soorten
Het geslacht Nemoricantor omvat de volgende soorten:
- Nemoricantor aztecus Saussure, 1897
- Nemoricantor dirussoi Desutter-Grandcolas, 1997
- Nemoricantor lanquinensis Desutter-Grandcolas, 1997
- Nemoricantor maculatus Gorochov, 2007
- Nemoricantor mayus Hubbell, 1938
- Nemoricantor vulgatus Gorochov, 2007